# Moutari Amadou
Moutari Amadou (Arlit, 19 gennaio 1994) è un calciatore nigerino, centrocampista dell'Al-Faisaly e della nazionale nigerina.

## Caratteristiche tecniche
Ala sinistra abile nelle punizione e dal senso del gol, può ricoprire anche il ruolo di ala destra.

## Carriera

### Club
Cresce calcisticamente nell'Akokana squadra del suo paese natale dove riesce ad arrivare in prima squadra segnando in una stagione 3 reti in 10 presenze, nell'estate del 2011 vola in Europa acquistato dalla squadra riserve dei francesi del Le Mans. In una stagione e mezza viene utilizzato col contagocce raccogliendo solo 9 presenze, così nel gennaio 2014 si trasferisce al Metalurg Donec'k, club della massima serie ucraina. Al termine del campionato dopo sole 6 presenze, nella maggior parte tutte da subentrato viene acquistato dall'Anzhi appena retrocesso nella seconda serie del calcio russo. Nella prima annata con 29 presenze e 6 reti sarà fondamentale per la promozione nella massima serie, ritornando così dopo una sola stagione. Il 7 febbraio 2017 viene acquistato dagli ungheresi del Ferencváros dove a fine stagione riesce a conquistare la Coppa d'Ungheria, suo primo trofeo in carriera. Sul finire della stagione 2017-18 si infortuna in allenamento riportando una lacerazione parziale del tendine d'achille restando fermo fino a metà della stagione successiva, dove il 13 febbraio viene tesserato dal Mezőkövesd-Zsóry dove ritorna a calcare i campi da gioco mettendo a referto 3 reti in 10 presenze aiutando la squadra ad ottenere un buon piazzamento a centro classifica. Per l'annata 2019-20 viene acquistato dall'Honvéd firmando un contratto triennale. Durante la stagione vive periodi di alti e bassi non riuscendo mai ad essere determinante, e giocando una disastrosa seconda parte di stagione. Chiude la stagione con 30 partite disputate e 4 gol messi a segno, oltre che la vittoria in Coppa d'Ungheria. La stagione seguente, finito fuori dai piani tecnici della società, si accasa all'Al-Ain Saudi nella massima serie dell'Arabia Saudita.

### Nazionale
Dal 2012 è un punto fisso della Nazionale del Niger.

## Statistiche

### Presenze e reti nei club
Statistiche aggiornate al 21 gennaio 2021.
| Stagione           | Squadra            | Campionato         | Campionato | Campionato | Coppe nazionali | Coppe nazionali | Coppe nazionali | Coppe continentali | Coppe continentali | Coppe continentali | Altre coppe | Altre coppe | Altre coppe | Totale | Totale |
| Stagione           | Squadra            | Comp               | Pres       | Reti       | Comp            | Pres            | Reti            | Comp               | Pres               | Reti               | Comp        | Pres        | Reti        | Pres   | Reti   |
| ------------------ | ------------------ | ------------------ | ---------- | ---------- | --------------- | --------------- | --------------- | ------------------ | ------------------ | ------------------ | ----------- | ----------- | ----------- | ------ | ------ |
| 2011-2012          | Akokana            | D1                 | 10         | 3          | CN              | 2               | 1               | -                  | -                  | -                  | -           | -           | -           | 12     | 4      |
| 2012-2013          | Le Mans 2          | CFA                | 3          | 0          | -               | -               | -               |                    | -                  | -                  |             | -           | -           | 3      | 0      |
| 2013-gen. 2014     | Le Mans 2          | CFA                | 6          | 0          | -               | -               | -               |                    | -                  | -                  |             | -           | -           | 6      | 0      |
| Totale Le Mans 2   | Totale Le Mans 2   | Totale Le Mans 2   | 9          | 0          |                 | -               | -               |                    | -                  | -                  |             | -           | -           | 9      | 0      |
| gen.-giu. 2014     | Metalurh Donec'k   | PL                 | 6          | 0          | KU              | -               | -               | UEL                | -                  | -                  |             | -           | -           | 6      | 0      |
| 2014-2015          | Anži               | PFL                | 29         | 6          | KR              | 2               | 1               | -                  | -                  | -                  | -           | -           | -           | 31     | 7      |
| 2015-2016          | Anži               | PL                 | 17+2       | 0          | KR              | 1               | 0               | -                  | -                  | -                  | -           | -           | -           | 20     | 0      |
| 2016-feb. 2017     | Anži               | PL                 | 4          | 0          | KR              | 2               | 1               |                    | -                  | -                  |             | -           | -           | 6      | 1      |
| Totale Anži        | Totale Anži        | Totale Anži        | 50+2       | 6          |                 | 5               | 2               |                    | -                  | -                  |             | -           | -           | 57     | 8      |
| feb.-giu. 2017     | Ferencváros        | NBI                | 14         | 3          | MK              | 7               | 4               | UCL                | -                  | -                  | -           | -           | -           | 21     | 7      |
| 2017-2018          | Ferencváros        | NBI                | 26         | 5          | MK              | 2               | 0               | UEL                | 4                  | 0                  | -           | -           | -           | 32     | 5      |
| 2018-feb. 2019     | Ferencváros        | NBI                | 0          | 0          | MK              | -               | -               | UEL                | -                  | -                  | -           | -           | -           | 0      | 0      |
| Totale Ferencváros | Totale Ferencváros | Totale Ferencváros | 40         | 8          |                 | 9               | 4               |                    | 4                  | 0                  |             | -           | -           | 53     | 12     |
| feb.-giu. 2019     | Mezőkövesd-Zsóry   | NBI                | 10         | 3          | MK              | 4               | 0               | -                  | -                  | -                  | -           | -           | -           | 14     | 3      |
| 2019-2020          | Honvéd             | NBI                | 30         | 4          | MK              | 8               | 1               | UEL                | 4                  | 0                  | -           | -           | -           | 42     | 5      |
| 2020-2021          | Al-Ain Saudi       | SPL                | 8          | 3          | KC              | 1               | 0               | -                  | -                  | -                  | -           | -           | -           | 9      | 3      |
| Totale carriera    | Totale carriera    | Totale carriera    | 163+2      | 27         |                 | 29              | 8               |                    | 8                  | 0                  |             | -           | -           | 336    | 35     |

## Palmares

### Club

#### Competizioni nazionali
- Coppa d'Ungheria: 2

Ferencváros: 2016-2017
Honvéd: 2019-2020